# Matlab Uttar
Matlab Uttar (en bengali : মতলব উত্তর) est une upazila du Bangladesh dans le district de Chandpur. En 1991, on y dénombrait 445 607 habitants.